# Volcan sous-glaciaire

Volcan sous-glaciaire.

Un volcan sous-glaciaire est une formation géologique produite par les éruptions volcaniques sous-glaciaires ou des éruptions sous la surface d'un glacier ou une formation de glace, lequel est ensuite fondu en un lac. Ce type de volcans est plus fréquent en Islande et en Antarctique. C'est également le cas aux îles Kerguelen. Ailleurs, des formations plus anciennes de ce type existent aussi en Colombie-Britannique et au Yukon, au Canada. Pendant l'éruption, la chaleur de la lave produite par le volcan sous-glaciaire fait fondre la glace qui le recouvre.

## Antarctique
En janvier 2008, les scientifiques de la British Antarctic Survey dirigés par Hugh Corr et David Vaughan ont découvert qu'un volcan est entré en éruption sous la calotte glaciaire de l'Antarctique il y a environ 2 200 ans. Plus importante éruption de ces 10 000 dernières années, de la cendre volcanique a été retrouvée sous la chaîne Hudson près du glacier de l'île du Pin.

## Sur la planète Mars
De nombreux scientifiques pensent que de l'eau liquide existe sous la surface de Mars, mais il est impossible pour le moment de forer à ces profondeurs. Meredith Payne et Jack Farmer de l'Arizona State University ont étudié les images des caméras Orbiter et Viking pour trouver des endroits possibles de plusieurs volcans sous-glaciaires, pouvant porter des micro-organismes à leur surface.